# Mariana Avitia

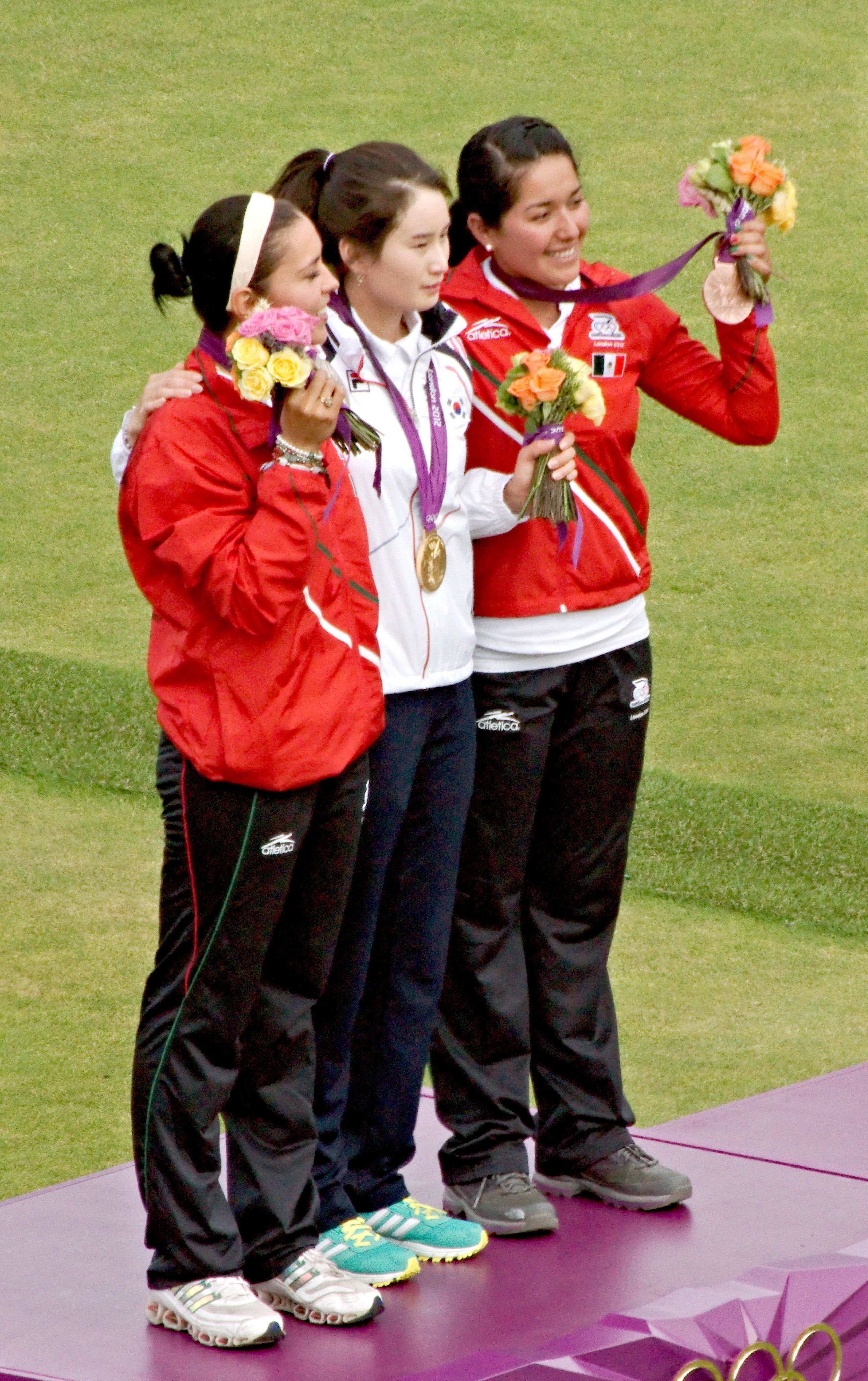
Avitia (till höger) vid prisutdelningsceremonin vid Olympiska sommarspelen 2012.

Mariana Avitia, född 18 september 1993 i Monterrey, Mexiko, är en mexikansk bågskytt som tog OS-brons i den individuella bågskytteturneringen vid de olympiska bågskyttetävlingarna 2012 i London. 

## Ungdom
Avitia började med bågskytte när hon var sju år gammal. Hon tävlade i  Panamerikanska spelen 2007 i Rio de Janeiro, och slutade totalt på tionde plats.